# Aceguá
Aceguá é um município brasileiro da região Sul, no estado do Rio Grande do Sul, situado na fronteira do Brasil com o Uruguai, sendo conurbado com a homônima Aceguá, no lado uruguaio. É formado por diversas comunidades, destacando-se Aceguá (sede) e Colônia Nova.

## História
Seus primeiros habitantes foram índios dos campos do Rio Grande do Sul: charruas, guenoas e minuanos. O primeiro relato histórico do município remonta à 1660, quando os espanhóis vindos da banda Oriental penetraram pela serrania de Aceguá, fundando a redução de Santo André dos Guenoas em 1683. A notícia histórica que se tem a seguir sobre o município é de dezembro de 1753, quando os exércitos portugueses e espanhóis, saindo respectivamente da cidade de Rio Grande e da Colônia do Sacramento, iniciaram a marcha em direção a Santa Tecla. Segundo os diários de marcha, o exército português chegou às cabeceiras do Rio Negro, hoje no Uruguai, onde já estava acampado o exército espanhol.
Depois de uma solenidade militar, a primeira solenidade militar em terras de Aceguá, os primeiros tiros de canhão eram ouvidos naqueles céus. Os dois generais conversaram até a noite, e devido às promoções de oficiais que ocorreram na solenidade, este local foi denominado Campo das Mercês, que nos dias atuais é o ponto de encontro dos três distritos do município de Aceguá (Colônia Nova, Minuano e Rio Negro). A origem do nome Aceguá na língua tupi é "yace-guab", e possui diversos significados: um deles lugar de descanso eterno, indicando o local que os indígenas escolhiam para viver seus últimos dias, por ser um lugar alto que proporcionava alentadora visão panorâmica da região e proximidade com o céu (provável cemitério indígena); outro significado é "terra alta e fria", características geográfica e climática do local; mais outra interpretação é "seios da lua", por ser local com cerros altos (Serra do Aceguá). Existe também no folclore popular da região outra explicação para a origem do nome Aceguá, que por ser uma região de abundância de uma espécie de lobo pequeno, denominado Guará ou Sorro, que possui um uivo característico, e por ser há mais de dois séculos El Camino de Los Quileros (contrabandistas castelhanos e portugueses, que circulavam com mercadorias em lombo de cavalos, conforme as demandas de cada um dos mercados da banda Ocidental e Oriental da fronteira). Estes ao passar pelos cerros e ouvir o uivo dos Sorros diziam, "Hay um bicho que hace guá".
Portanto, a formação da vila do Aceguá é resultante do comércio informal entre os dois países, pois a fronteira seca é um caminho natural entre países limítrofes. Sua etnia é diversificada, composta por descendentes de portugueses, espanhóis, índios e negros, que formaram o gaúcho nos dois lados da fronteira. Posteriormente a região recebeu a colonização alemã, resultante nas comunidades rurais de Colônia Nova, Colônia Médici e Colônia Pioneira, com hábitos e tradições germânicas. Também recebeu a imigração árabe, com costumes e tradições próprias, que passaram a explorar e dinamizar o comércio local.
Aceguá no século XX, principalmente no período após a Segunda Guerra Mundial com a carência de proteína vermelha e de agasalhos na Europa, passa por um período de grande desenvolvimento e fortalecimento da bovinocultura de corte e ovinocultura, produtos altamente expressivos até hoje no PIB do município. Seu comércio é resultado da diferença cambial entre Brasil e Uruguai, sendo esta, na maioria das vezes, favorável ao Brasil, o que atrai os consumidores Uruguaios. Na área de colonização alemã até a década de 1960, a principal atividade econômica era a cultura de trigo. Com fatores de falta de incentivo e concorrência do trigo argentino desestimulando a produção, fez com que estes produtores se voltassem para a atividade de bovinocultura de leite, fortalecendo a Cooperativa Mista Aceguá Ltda. (CAMAL) e tornando-se nos dias de hoje uma das mais importantes bacias leiteiras do Rio Grande do Sul, com produção de matrizes com alto padrão genético.
A partir da década de 1970, houve uma migração de produtores de arroz da metade norte do estado, de origem italiana e alemã, que formaram parcerias agrícolas com os estancieiros, iniciando um sistema de integração lavoura pecuária, com rotatividade de cultivo de arroz e semeaduras de pastagens (trevo, cornichão e azevém) para o engorde de bovinos, principalmente nos distritos de Rio Negro e Minuano. No fim da década de 1970 iniciou o criatório de cavalos puro-sangue inglês para carreiras em Aceguá.
A denominação Povo de Aceguá começa a surgir por volta de 1941, e permanece até os dias de hoje. Em 1986, por iniciativa da Comissão de Cultura de Aceguá, em contato com representantes nacionais, o Parlamento Uruguaio promulga a lei que eleva o Povo de Aceguá à categoria de Vila. A área geográfica de Aceguá pertenceu em passado próximo ao município de Bagé, tendo se emancipado em 16 de abril de 1996. Porém, sua estrutura administrativa tem marco inicial datado de 1 de janeiro de 2001. Aceguá Brasil e Aceguá Uruguai, estão localizadas na linha de fronteira, no meio do caminho entre Melo (Uruguai) e Bagé (Brasil), distando aproximadamente 60 km de cada uma, e ao longo de sua história tem sido um exemplo de união entre dois países.

### Formação Administrativa
Em divisão administrativa referente ao ano de 1911, o distrito de Aceguá figura no município de Bagé. Assim permanecendo nos quadros de apuração do Recenseamento Geral de 1-IX1920. 
Pelo decreto-lei estadual nº 7842, de 30 de junho de 1939, o distrito de Aceguá adquiriu a zona de Tupi Silveira ex-Passo do Salso, do distrito de Rio Negro, do mesmo município Aceguá. Perdeu parte do território para o novo distrito de Seival. No quadro fixado para vigorar no período de 1939-1943, o distrito de Aceguá está sub-dividido em duas zonas denominadas: Tupi Silveira e Aceguá e continua no município de Bagé. 
Pelo decreto estadual nº 7842, baixado em virtude de autorização contida no decreto-lei estadual federal nº 1307, de 31-V-1939, confirmou o que sobre Aceguá já dispusera o decreto estadual nº 7643, de 28 de dezembro de 1938. 
Pelo decreto-lei estadual nº 720, de 29 de dezembro de 1944, o distrito de Aceguá adquiriu partes dos territórios dos distritos de Hulha Negra ex-Rio Negro e Seival, do município de Bagé. 
No quadro fixado para vigorar no período de 1944-1948, o distrito de Aceguá se compõe de 2 Sub distritos: Aceguá e Tupi Silveira e permanece no município de Bagé. Em divisão territorial datada de 1-VII-1955, o distrito de Aceguá figura no município de Bagé. Assim permanecendo em divisão territorial datada de 1-VII-1960. 
Elevado à categoria de município com a denominação de Aceguá, pela lei estadual nº 10766, de 14 de abril de 1996, desmembrado de Bagé. Sede no antigo distrito de Aceguá. Constituído do distrito sede. Instalado em 1 de janeiro de 2001.  Assim permanecendo em divisão territorial datada de 2005. 
Pela lei nº 001/2001, de 30 de agosto de 2001, são criados os distritos de Colônia Nova, do Minuano e do Rio Negro. Após, em 13 de dezembro de 2002, a lei nº 003/2002 define a área geográfica do município que passa a ser dividido em quatro distritos Aceguá (Sede), Rio Negro, Colônia Nova e Minuano.